# U-485 (tàu ngầm Đức)
U-485 là một tàu ngầm tấn công  Lớp Type VII thuộc phân lớp Type VIIC được Hải quân Đức Quốc Xã chế tạo trong Chiến tranh Thế giới thứ hai. Nhập biên chế năm 1944, nó đã thực hiện được ba chuyến tuần tra nhưng không đánh chìm được mục tiêu nào. U-485 đã sống sót qua Thế Chiến II, đầu hàng lực lượng Đồng Minh tại Gibraltar vào ngày 12 tháng 5, 1945, và cuối cùng bị đánh đắm phía Bắc Ireland trong khuôn khổ Chiến dịch Deadlight vào ngày 8 tháng 12, 1945.

## Thiết kế và chế tạo

### Thiết kế

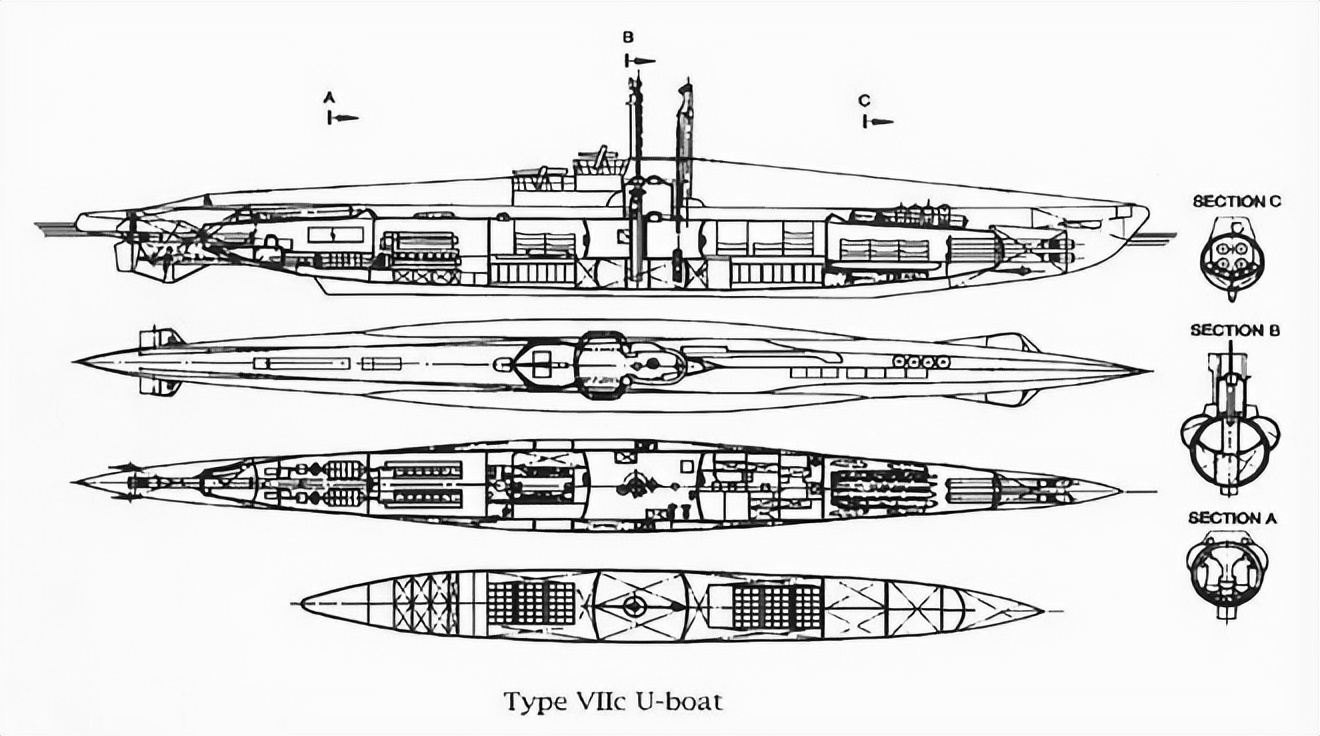
Sơ đồ các mặt cắt một tàu ngầm Type VIIC

Phân lớp VIIC của Tàu ngầm Type VII là một phiên bản VIIB được kéo dài thêm. Chúng có trọng lượng choán nước 769 t (757 tấn Anh) khi nổi và 871 t (857 tấn Anh) khi lặn). Con tàu có chiều dài chung 67,10 m (220 ft 2 in), lớp vỏ trong chịu áp lực dài 50,50 m (165 ft 8 in), mạn tàu rộng 6,20 m (20 ft 4 in), chiều cao 9,60 m (31 ft 6 in) và mớn nước 4,74 m (15 ft 7 in).
Chúng trang bị hai động cơ diesel Germaniawerft F46 siêu tăng áp 6-xy lanh 4 thì, tổng công suất 2.800–3.200 PS (2.100–2.400 kW; 2.800–3.200 bhp), dẫn động hai trục chân vịt đường kính 1,23 m (4,0 ft), cho phép đạt tốc độ tối đa 17,7 kn (32,8 km/h), và tầm hoạt động tối đa 8.500 nmi (15.700 km) khi đi tốc độ đường trường 10 kn (19 km/h). Khi đi ngầm dưới nước, chúng sử dụng hai động cơ/máy phát điện Garbe, Lahmeyer & Co. RP 137/c  tổng công suất 750 PS (550 kW; 740 shp). Tốc độ tối đa khi lặn là 7,6 kn (14,1 km/h), và tầm hoạt động 80 nmi (150 km) ở tốc độ 4 kn (7,4 km/h). Con tàu có khả năng lặn sâu đến 230 m (750 ft).
Vũ khí trang bị có năm ống phóng ngư lôi 53,3 cm (21 in), bao gồm bốn ống trước mũi và một ống phía đuôi, và mang theo tổng cộng 14 quả ngư lôi, hoặc tối đa 22 quả thủy lôi TMA, hoặc 33 quả TMB. Tàu ngầm Type VIIC bố trí một hải pháo 8,8 cm SK C/35 cùng một pháo phòng không 2 cm (0,79 in) trên boong tàu. Thủy thủ đoàn bao gồm 4 sĩ quan và 40-56 thủy thủ.

### Chế tạo
U-485 được đặt hàng vào ngày 5 tháng 6, 1941, và được đặt lườn tại xưởng tàu của hãng Deutsche Werke AG ở Kiel vào ngày 3 tháng 5, 1943. Nó được hạ thủy vào ngày 15 tháng 1, 1944, và nhập biên chế cùng Hải quân Đức Quốc Xã vào ngày 23 tháng 2, 1944 dưới quyền chỉ huy của Hạm trưởng, Đại úy Hải quân Friedrich Lutz.

## Lịch sử hoạt động
Chiếc tàu ngầm được nâng cấp vào tháng 10, 1944, được trang bị ống hơi nhằm cải thiện tính năng đi ngầm dưới nước. Sau khi hoàn tất việc huấn luyện trong thành phần Chi hạm đội U-boat 5, U-485 được điều sang Chi hạm đội U-boat 11 từ ngày 1 tháng 11, 1944 để hoạt động trên tuyến đầu cho đến khi xung đột kết thúc.

### Chuyến tuần tra thứ nhất
Sau khi di chuyển từ cảng Kiel, Đức đến các cảng Horten và Bergen cùng thuộc Na Uy vào đầu tháng 11, 1944, U-485 khởi hành từ đây vào ngày 29 tháng 11 cho chuyến tuần tra đầu tiên trong chiến tranh. Nó tiến ra Bắc Hải, rồi băng qua khe GI-UK giữa các quần đảo Shetland và Faroe để vòng qua quần đảo Anh nhằm hoạt động tại khu vực eo biển Manche.Không đánh chìm được mục tiêu nào, con tàu rút lui ngược lộ trình cũ và về đến Bergen vào ngày 30 tháng 1, 1945.

### Chuyến tuần tra thứ hai
U-485 di chuyển từ Bergen đến cảng Trondheim, Na Uy vào đầu tháng 2, 1945, rồi xuất phát từ đây cho chuyến tuần tra thứ hai từ ngày 25 tháng 3. Chiếc tàu ngầm lại băng qua khe GI-UK, nhưng theo tuyến giữa quần đảo Faroe và Iceland để hoạt động trong Đại Tây Dương về phía Tây Ireland. Nó kết thúc chyến tuần tra tại cảng La Pallice ở La Rochelle bên bờ Đại Tây Dương của Pháp, đến nơi vào ngày 24 tháng 4, 1945.

### Chuyến tuần tra thứ ba – Đầu hàng
U-485 rời cảng La Pallice vào ngày 29 tháng 4 cho chuyến tuần tra thứ ba, cũng là chuyến cuối cùng. Con tàu đầu hàng lực lượng Đồng Minh tại Gibraltar vào ngày 12 tháng 5, bốn ngày sau khi Đức Quốc Xã chấp nhận đầu hàng.
Sau đó nó di chuyển đến Loch Ryan, Scotland, rồi bị đánh chìm tại vùng biển về phía Bắc Ireland, trong khuôn khổ Chiến dịch Deadlight, tại tọa độ 56°10′B 10°05′T / 56,167°B 10,083°T vào ngày 8 tháng 12, 1945.